# Delphinium sajanense
Delphinium sajanense är en ranunkelväxtart som beskrevs av Jurtsev. Delphinium sajanense ingår i släktet storriddarsporrar, och familjen ranunkelväxter. Inga underarter finns listade i Catalogue of Life.